# Andrija Maurović
Andrija Maurović (Muo u Boki kotorskoj, 29. ožujka, 1901. – Zagreb, 2. rujna 1981.), bio je hrvatski slikar, ilustrator i crtač stripova, često zvan ocem hrvatskog stripa.

## Životopis
Andrija Maurović rođen je 1901. godine mjestu Muo u Boki kotorskoj. Rodom Hrvat, od majke Bokeljke i oca Slovenca (prezimena Maurowitch). Obitelj Maurović se nakon kratkog boravka u Krakovu seli u Dubrovnik gdje Andrija pohađa gimnaziju. U školi se ne ističe akademskim uspjehom, ali ubrzo je opažena njegova nadarenost za crtanje. Gimnaziju je završio 1922. godine. Po savjetu Iva Vojnovića, a s preporukom Ivana Meštrovića, upisuje se 1923. godine na Likovnu akademiju u Zagrebu gdje je studirao do 1924. godine. Za život zarađivao je izradom ilustracija za plakate, časopise i knjige (osobito za nakladu St. Kugli). Onodobna pravila akademije branila su studentima takav rad pa Andrija ubrzo dolazi u sukob s upravom, a nešto kasnije, iako je bio među najboljim studentima crteža, napustio je studij i potpuno se posvetio ilustratorskom radu, najviše u novinama i časopisima Jutarnji list, Novosti, Koprive, Ženski svijet, Oko i Kulisa. Oslikao je knjigu „Priče i pripovijetke s Plitvičkih jezera“ književnice Karle Kolesarić objavljenu 1931. godine.
Tiskare se jagme za njegovim radovima. Od siromaštva dospijeva do bogatuna. Ali što je zaradio to je potrošio. Samo u vrijeme svojih zlatnih godina (1936. – 1938.) od zarađenoga mogao je svaki mjesec kupiti kuću. On je to radije podijelio s prijateljima, a posebice prijateljicama noći. Na dan bi radio dvije table, popušio dvije kutije cigareta, popilo bi se dvije litre vina, dvije litre rakije, dok su čitači stajali u repu očekujući nove nastavke dramatičnih i zapletenih radnji njegovih junaka. S Franjom M. Fuisom 1938. godine pokrenuo je reviju Mickey strip.
Neumjeren u trošenju novca i vlastita života, doživio je psihički i fizički brodolom. Fizički uništen, liječen od alkohola i nikotina, bio je ubrzo i napušten. Okrenuo se proučavanju mudrih štiva, vegetarijanizmu, prirodnom životu, proglašavajući sve užitke smrtnom bolešću i sve ugode vražjim darovima koji truju duh i tijelo. Ostao je pomalo bez volje ili želje da čuje koju riječ o svojoj besmrtnosti, živcirale su ga fraze o trajanju njegova djela i životu poslije smrti. Istodobno željan ljudskih kontakata i riječi, birao je često i krive sugovornike, vjerovao svim riječima i svim obećanjima. Čak bi znao i odriješiti kesu za čovjeka koji se u njegovo ime, navodno, pobio ili koji je, pretjerano (ga) zagovarajući među samim urotnicima, neprijateljima, zaradio otpust s posla, te mu je plaćao operacije, liječenja psihičkih i fizičkih boli. Ili prodaja njegovih djela na rate, od koje bi prvu vidio, a potom više ni točne adrese, ni kupca, ni novca. Ali i nadalje je grlio ljude koje bi tek upoznao kao da su rasli s njim, a potom ih iznevjeren slao u neku stvar osamljeniji neko ikada.
Neko je vrijeme, nastupajući u Shakespeareovu Snu ljetnje noći, bio i glumac u Sarajevu, ali se (predvidljivo) posvadio s nekom ruskom redateljicom te napustio družinu. Glumio je i u češkom filmu koji se snimao u okolici Dubrovnika.
Umro je u Zagrebu 1981. godine. Pokopan je na zagrebačkome groblju Mirogoju.

## Strip
U stripovima, ma koliko imao vrsne scenariste ili uzore (Franjo M. Fuis, Krešimir Kovačić i drugi) ili ih radeći po literarnim uzorima provlači se njegova samovolja i njegovo uporno iscrtavanje crno-bijele slike svijeta Dobra i Zla. Nekim je likovima podario vlastite karakterne i fizionomijske crte (Stari Mačak — Andrija Maurović), razdijelio svijet na Svjetlo i Tminu, a svoje junake ostavio na čistini između Kulture i Prirode, izvornog i neškodljivoga divljašta na jednoj te pitomosti naravi na drugoj strani. I jedan njegov lik, Dan iz Sedme žrtve, zanimljiv je primjer toga temeljnog sukoba — lik kojemu Maurović daje za pravo da ubije sedmoricu ljudi zbog jedne kobile ili životinje koje su »mnogo bolje nego ljudi«. Sve ambivalencije i svoje naravi, mjeru Divljine i Kulture, Prirodnoga i Protuprirodnoga, nose i glavni likovi njegovih stripova (koje je, primjerice, D. Glavan pronašao u njegovu Radoslavu). Ali to je uglavnom svijet u kojemu žene u Maurovićevoj moralnoj hijerarhiji ne zauzimaju baš neka naročita mjesta, jer po njemu (poput Tarzanove družice), težeći Civilizaciji lakomisleno manipuliraju i »veslaju žedne preko vode«.

Ali da sudeći o čovjeku koji je volio krajnosti ne ispadnemo amaterski psiholozi, recimo da je doista u svojem stripu znao naglasiti i sugerirati najveće dramatske naboje, iskazati onu gustoću atmosfere po kojem Divlji zapad djeluje nekako poznato i domaće. Kao da je riječ o pozornici karlovačke ili jastrebarske ravničarske sumaglice ili o vodenim parama Lonjskoga polja. Smjelo kadrirano, filmski glatko, znalačkom podjelom na krupne, srednje ili daleke planove (ili istoga motiva s raznih strana) znao je iskazati raspoloženja, a filmskom dramaturgijom i osjećajem za montažne konfiguracije svojih stripovnih naracija pojednostavnjenih dramskih zapletaja znao je ostvariti tečnost koju poznaje samo filmska traka. Uz to, znao je nepogrešivo naglasiti psihološki temelj svakoga dramskog sukoba znajući zaustaviti prizor, dati mu emocionalnu ili kontemplativnu mirnoću odvajajući se od afektivnih, nikada smirenih slika drugih autora koje govore o podvizima glavnih junaka i njihovih rješenja te najzamršenijih situacija. Maurović je prezirao taj ležerni senzacionalistički kretenizam nemogućih i sretnih ishoda.

Koliko je volio izvorno promišljati scene, vidi se i po tome što je dvojici glavnih aktera u svojim vestern stripovima, konju Satanu i jahaču, pridružio i psa ili, bolje rečeno, poludivljeg vuka (Bart), sadržajno zasićujući i psihološki usložavajući scenu. Bilo kako bilo, visoke morfološke i rukopisne vrijednosti stripa, a posebice crno-bijelo crtanje karaktera njegovih junaka vizualno je i etički odgojilo generacije koji su se u školskoj klupi, »duhovno borili između stripa Stari Mačak i Lava Tolstoja« (Z. Zec).

### Predratni stripovi
Prvi mu je strip, Vjerenica mača, objavljen 1935. godine, a u sljedeće dvije godine pojavit će se velik broj Maurovićevih stripova, među kojima su:
- Podzemna carica
- Ljubavnica s Marsa
- Trojica u mraku
- Sedma žrtva
- Kugina jahta
- Gospodar zlatnih bregova
- Sablast zelenih močvara
- Ognjem i mačem
- Zlatarevo zlato

Na oblikovanje i dramaturgiju nekih Maurovićevih stripova utjecali su i tada popularni westerni. Stvorio je galeriju likova koji će se, što je inače rijetko za Maurovića, ponavljati u nekoliko stripova: tajanstvenog pravednika Crnog Jahača, pjesnika lutalicu Polaganu Smrt i simpatičnog tvrdoglavog starca Starog Mačka.

### Ratno doba
U doba NDH Maurović surađuje u Zabavniku braće Neugebauer i Marcela Čuklija, gdje se, između ostalog, posvećuje i nacionalnoj tematici pa su tako među njegovim djelima i:
- Seoba Hrvata
- Ahura mazda
- Grob u prašumi
- Braća Seljan
- Knez Radoslav
- Tomislav
- Zlatni otok (nastavio Walter Neugebauer nakon Maurovićevog odlaska u Partizane)

### 1945. nadalje
Nakon rata, u Jugoslaviji strip biva kratkotrajno zabranjen kao "kapitalistička tvorevina koja kvari mladež", ali već 1951. godine Maurović ponovno crta u omladinskim listovima Horizont i Horizontov zabavnik, pa se tako pojavljuju:
- Meksikanac
- Opsada Zadra
- Tri dječaka
- Jahači rumene kadulje

Od 1955. godine surađuje u novopokrenutom Plavom Vjesniku gdje objavljuje Hajdučku pjesmu, a početkom šezdesetih i veći broj stripova u boji: 
- Biser zla  1960./1961.
- Kišova zagonetka 1960.
- Djevojka sa Sijere
- Uglomi gospodar pećina
- Rankov odred i
- adaptaciju Šenoine Čuvaj se senjske ruke 1962./1963.

Među Maurovićeve adaptacije književnih klasika spada i Grička vještica, scenaristička suradnja s Norbertom Neugebauerom, objavljena u nastavcima u Večernjem listu 1960. – 1962.
Posljednjih godina života Maurović napušta klasični strip i posvećuje se biblijsko-erotskim motivima.
Pet godina nakon smrti, Veljko Krulčić je napravio kapitalnu monografiju Maurović  s osam njegovih remek-djela i opširnom uvodnom studijom. Monografiju je izdala Istarska naklada iz Pule.

## Utjecaj
Njegovi su radovi ušli u sve svjetske publikacije i preglede. U Ljubljani je sedamdesetih utemeljena i nagrada Kluba devete umjetnosti koja je nosila njegovo ime (Andrija). Njegovo se ime našlo i u Svjetskoj enciklopediji stripa (World encyclopedia of comics, izd. Chelsea House Publishers, New York, 1976., str. 485.).

## Spomen
- O Mauroviću su snimljeni dokumentarni filmovi Svaki je čovjek dobar čovjek u rđavom svijetu (1969., R. Grlić); Stari Mačak (1977.) i Povratak Starog Mačka (1979.) J. Remenara; Povodi i tragovi – čudesni svijet stripa (1985., M. Bukovčan) te Andrija Maurović ili jeza nekog drugog svijeta (1995., Ž. Ivanjek).[6]
- Za dostignuća u razvoju jugoslavenskoga stripa Klub devete umjetnosti dodjeljivao je od 1978. do 1988. godine Nagradu »Andrija«.[6]
- Uz obljetnicu rođenja 2001. godine u Republici Hrvatskoj izdana je poštanska marka s motivom Crnoga Jahača.[6]
- Od 29. ožujka do 29. travnja 2007. godine u galeriji Klovićevi dvori u Zagrebu bila je postavljena izložba radova Andrije Maurovića Poznato i nepoznato.
- Za prinos razvoju hrvatskoga stripa udruga Art 9 od 2009. godine dodjeljuje Nagradu »Andrija Maurović« za životno djelo.[6]

## Zanimljivosti
Na 9. šahovskoj olimpijadi održanoj 1950. godine u Dubrovniku igralo se figurama koje je Maurović skicirao, a izradio drvotokar Vjekoslav Jakopović. Te su figure proglašene najboljima na svijetu zbog praktičnosti, tj. optimalnog odnosa veličine figura i veličine polja te pogodnoga prstohvata. Robert Fischer je oba svoja meča protiv Spaskog (1972., 1992.) igrao s njima. Danas se izrađuju i u plastičnoj inačici.

## Vanjske poveznice
|  | Wikicitati imaju zbirke citata o temi Andrija Maurović |

- www.stripovi.com